# 鲁贡镇
鲁贡镇，是中华人民共和国贵州省黔西南布依族苗族自治州贞丰县下辖的一个乡镇级行政单位。

## 行政区划
鲁贡镇下辖以下地区：
鲁贡村、暗老村、巧年村、毛闷村、坡扒村、板怀村、管路村、洛艾村、坡艾村、坡稿村、者央村、者冗村、打嫩村、弄洋村、么扒村和林桃村。